# الحرب الاسلامية-القرشية
كانت حرب المسلمين وقريش حربًا عسكرية ودينية استمرت ست سنوات في شبه الجزيرة العربية بين المسلمين الأوائل بقيادة محمد من جهة وقبيلة قريش الوثنية العربية من جهة أخرى.   بدأت الحرب في مارس 624 بمعركة بدر ،  وانتهت بفتح مكة . 
بدأ محمد، الذي ولد في مكة ، بنشر الإسلام في المدينة في سن الأربعين. في البداية، لم يواجه أي معارضة من أهل مكة، الذين كانوا غير مبالين بأنشطته حتى هاجم معتقداتهم.     ومع تصاعد التوترات، أحضر محمد أتباعه للهجرة إلى المدينة المنورة بعد مفاوضات ناجحة مع بني أوس والخزرج للتوسط في صراعاتهم القبلية.  
أثناء إقامته في المدينة المنورة ، بدأ محمد في القيام بغارات متكررة على قوافل قريش التجارية ونهب بضائعهم.   وبعد فترة وجيزة من حصوله على غنائم وفيرة بعد غارة ناجحة شنتها قواته على قافلة في نخلة ، سمع محمد عن قافلة قريش ضخمة تحمل بضائع وفيرة في طريق العودة من غزة . فأرسل قواته لاعتراضه عند بدر . وعندما علم أبو سفيان، الذي قاد القافلة، بخطته، أرسل رسلاً إلى مكة طلباً للمساعدة.  ثم نزلت التعزيزات بالقرب من بدر بعيدًا عن أنظار المسلمين،  وتم توجيه القافلة إلى طريق آخر أكثر صعوبة. وبعد هروب القافلة اختار بعض قريش الانسحاب، ولكن من بقي منهم اضطر فيما بعد إلى الصراع مع محمد بعد أن استولى على الساقي الخاص بهم وغطى آبار المياه بالرمال، مما ترك بئرًا واحدًا له ولقواته فقط.   وقد هُزمت قريش في هذه المعركة.
وأرادت قريش استعادة شرفها بعد خسارتها في بدر، وتعبت من غارات محمد المستمرة على قوافلها، فشنت هجوماً تصدى له محمد في أحد . فانتصرت قريش، فاختارت عدم القضاء على محمد، وتركه يهرب، إذ شعرت أن ذلك كافٍ لردعه. ولكن بعد فترة من الوقت، استؤنفت غارات محمد على قوافل قريش، وبناء على تحريض من قبيلة يهودية، بنو النضير ، التي طردها محمد من مقر إقامتها في المدينة المنورة، قررت قريش بعد ذلك جمع جيش لاحتلال المدينة. ولكن تم إحباط ذلك من خلال الخندق الذي بناه المسلمون بناءً على اقتراح سلمان الفارسي .  وبعد فترة وجيزة، تمكن محمد من القضاء على آخر قبيلة يهودية كبيرة في المدينة المنورة، بنو قريظة ، مما عزز موقفه في المدينة. 
وبعد فترة من عدم شن هجمات على قوافل قريش، وبدلاً من ذلك تركيز غاراته على الشمال، مثل بني لحيان والمطلق ، وغيرهما، أصبح موقف رجال قبائل محمد تجاهه أكثر إيجابية. تم بعد ذلك إبرام هدنة لمدة عشر سنوات، تُعرف باسم معاهدة الحديبية ، والتي سمحت لمحمد بالعودة لأداء العمرة في مكة.  هناك، نجح محمد في المصالحة مع عائلته، بني هاشم ، واعترف به عدد من الأعيان كرجل المستقبل في الجزيرة العربية واعتنقوا الإسلام. وبعد فترة من الوقت، دعمت مجموعة متحاربة في مكة إحدى القبائل العميلة لها ضد بني خزاعة ، الذين كانوا حلفاء محمد، في انتهاك للمعاهدة. عندما قاد محمد جيشه إلى مكة ، توجه أبو سفيان وعدد قليل من الآخرين إلى محمد لطلب العفو عن أولئك الذين تخلوا عن المقاومة المسلحة. وبعد ذلك تمكن محمد من دخول مكة دون مقاومة، وتحول معظم السكان إلى الإسلام. 
توفي محمد بعد عامين فقط من ذلك. تتمتع الحرب بأهمية كبيرة ودلالة في تاريخ الإسلام وتشكل جزءًا كبيرًا من سيرة محمد ( السيرة النبوية ). كما مهدت الحرب الطريق للتوسع الإسلامي المبكر في جميع أنحاء شبه الجزيرة العربية وخارجها.

## خلفية

### ظهور الإسلام والهجرة
أعلن محمد النبوة في سن الأربعين لقبيلته قريش في مكة. وبعد أن تعرض أتباعه للاضطهاد على يد قريش، أمرهم محمد بالانتقال إلى الحبشة طلباً للجوء في عام 615، حيث استقبلوا بأذرع مفتوحة. بعد وفاة عمه أبي طالب عام 619، أصبح محمد، نبي الإسلام، يفتقر إلى من يوفر له الأمن في بيئة معادية بشكل متزايد في مكة. وبعد عدة محاولات فاشلة للوصول إلى القبائل خارج مكة، اتصل بخزرج المدينة المنورة (يثرب آنذاك). ستة منهم اعتنقوا الإسلام.  
وفي المدينة المنورة نشروا كلمة محمد والإسلام، وفي فبراير 621 وصل وفد جديد إلى مكة، وكان من بينهم اثنان من جماعة بني أوس . وكان الخزرج والأوس في هذا الوقت متنافسين، يتقاتلون من أجل السيطرة على المدينة المنورة. وتوسط محمد في وقف إطلاق النار بين الطرفين، وأعادهم إلى المدينة برفقة قارئ للقرآن . كان الإسلام ينتشر ببطء في المدينة المنورة قبل أن يصل في شهر مارس من عام 622 وفد جديد، يتألف هذه المرة من 72 شخصًا، للتشاور مع محمد. وأعلنوا استعدادهم لخوض الحرب ضد أعداء محمد. سمع المكيون شائعات عن هذا الاجتماع وأدركوا أن هذا كان دعوة للحرب، وفشلوا في محاولة اغتيال محمد في مايو/أيار 622.
بعد أن هددته قريش بالقتل، تلقى محمد عهود الحماية من أنصار يثرب . ثم سمح لأتباعه بالهجرة إلى المدينة، قبل أن يغادر هو نفسه إلى يثرب في عام 624م. وبعد هجرته، لجأ محمد إلى اعتراض قوافل قريش كوسيلة للانتقام وتعويض أصحابه المكيين عن الثروات التي فقدوها. فرَّ محمد مع رفيقه أبي بكر إلى المدينة المنورة، فيما يُعرف بالهجرة .  

### غارات القوافل قبل بدر
وسرعان ما انخرط محمد وأصحابه في سلسلة من غارات القوافل. كانت هذه الغارات هجومية بشكل عام  وتم تنفيذها لجمع المعلومات أو الاستيلاء على السلع التجارية للقوافل التي تمولها قريش (تم تفسير هذا الانتقام على أنه مشروع بالقول إن العديد من ممتلكات وثروات المسلمين، التي تركوها وراءهم عندما هاجروا من مكة ، سُرقت).    وأعلن المسلمون أن الغارات كانت مبررة وأن الله أعطاهم الإذن للدفاع ضد اضطهاد المكيين للمسلمين . ويبدو أن السبب الآخر وراء هذه الغارات كان الضغوط الاقتصادية، إذ كان إنتاج الغذاء في المدينة المنورة بالكاد يكفي لإطعام الوافدين الجدد من المسلمين. ومن ثم، كان البحث عن الطعام أمرًا إلزاميًا لتكملة نظامهم الغذائي. 
إن ترتيب غارات القوافل في المصادر الإسلامية مربك إلى حد ما. ومن الواضح أن هناك نوعين من الغزوات: الغزوات التي يقودها محمد، والغزوات التي يقودها المساعدون. وقد ضموا ما بين سبعة إلى مائتي محارب، عادةً سيرًا على الأقدام،  ولكن في بعض الأحيان كانوا راكبي خيول.  وكان هؤلاء المقاتلون، في البداية على الأقل، مقدمين بشكل حصري تقريبًا من المهاجرين المسلمين من مكة. تتكون هذه المجموعة في المقام الأول من الشباب العاطلين عن العمل، وكانت لديهم الفرصة لتسجيل أسمائهم في السجل إذا رغبوا في المشاركة في الغارة. 
كان العام الأول من هذه الغارات "فشلاً شبه كامل".  تمكنت جميع القوافل المكية من الإفلات من قوات محمد أو كانت مصحوبة بقوات ذات أعداد أكبر، مما يشير إلى أن قريش اعتمدت على جاسوس بين نواة المجتمع الإسلامي. وعلى دراية بهذه المشكلة، قدم محمد استخدام رسائل التعليمات المختومة، وعين عبد الله بن جحش ليقود بعثة مكونة من ثمانية أو اثني عشر رجلاً. وبعد مسيرة يومين فتح ابن جحش الرسالة ليعلم أنه، حسب أغلب المصادر، كان مكلفاً بالحصول على معلومات استخباراتية عن تحركات القوافل المكية في عمق أراضي قريش، في نخلة ، بالقرب من رابغ الحالية. وبعد قليل التقت الحملة بقافلة مكية، كانت محمية بشكل ضعيف بأربعة حراس فقط. وقد واجه المسلمون القافلة في شهر محرم حيث كان القتال محرماً، ويبدو أيضاً أن محمداً لم يأمر باستعمال العنف. ورغم ذلك، قرر المحاربون المسلمون بشكل جماعي الهجوم واقتربوا من القافلة متنكرين في صورة حجاج. وعندما اقتربوا بما فيه الكفاية قفزوا على الحراس: فهرب أحدهم، وتم القبض على اثنين وقتل واحد.  وكان الضحية، واسمه عمرو بن الحضرمي، أول شخص يُقتل في سبيل الإسلام.  وعاد ابن جحش ورجاله إلى المدينة بالقافلة المضبوطة،  التي كانت تحمل الخمر والجلود والزبيب. 

## غزوة بدر
في شهر مارس من عام 624م، تلقى محمد أخبارًا عن قافلة قريش متجهة من بلاد الشام إلى مكة بقيادة أبو سفيان بن حرب . وكان حجمه هائلاً، إذ كان يضم ألف جمل تحمل عشرات الآلاف من الدنانير ، ويرافقه سبعون فارساً. وكان مهاجمة هذه القافلة من شأنها أن تجبر مكة على التحرك، حيث استثمرت فيها كل أسرة من قريش تقريباً. ورغم هذه المخاطر، بدأ محمد الاستعدادات قبل أن ينطلق أخيراً في 9 ديسمبر/كانون الأول 623، بقوة يبلغ قوامها نحو 313-317 رجلاً، و70 جملاً، وحصانين. سار محمد ومحاربوه على الطرق العامة لتجنب الكشافة المكيين، مروراً بالوديان والوديان غير المعروفة.   وأدرك أبو سفيان أن كشافة المسلمين كانوا قريبين، فأمر القافلة بأن تسلك طريقاً آخر، وأرسل رسولاً إلى مكة. وبعد أن وصل الرسول إلى مكة وأخبر قريش أن هجومًا إسلاميًا وشيكًا، تم إرسال قوة إغاثة مكية تضم أكثر من ألف رجل. وتوجه عمرو بن هشام ، الذي قاد جيش الإغاثة، شمالاً إلى بدر . وبينما كان الجيش يعسكر في الجحفة ( رابغ حاليًا)، أبلغهم رسول آخر من أبي سفيان أن بضاعتهم آمنة وأن أبا سفيان قد غير طريقه. وعند سماع ذلك، خرج من بني زهرة ثلاثمائة رجل، وبقي من قريش نحو ألف رجل.  
ولم يكن محمد على علم بالجيش المكي حتى اليوم السابق للاتصال، عندما أسر رجاله اثنين من حاملي الماء المكيين.  ولم يكن محمد مستعدا للقتال بجيش بهذا الحجم، فعقد مجلس حرب مع أصحابه ليقرر ما يجب فعله بعد ذلك. وبعد أن حصل على موافقة المهاجرين والأنصار ، سار محمد نحو بدر للقاء جيش قريش. التقى الجيشان في 13 مارس. بدأت المعركة بمبارزات بين أبطال الجانبين قبل أن يهاجم جيش مكة صفوف المسلمين. ثم أعطى محمد الأمر بمواجهة هجومهم، وسرعان ما اجتاح المسلمون صفوف مكة. وكان من بين القتلى من أهل مكة السبعين في هذه المعركة عدد من زعماء قريش، منهم عمرو بن هشام وأمية بن خلف .  

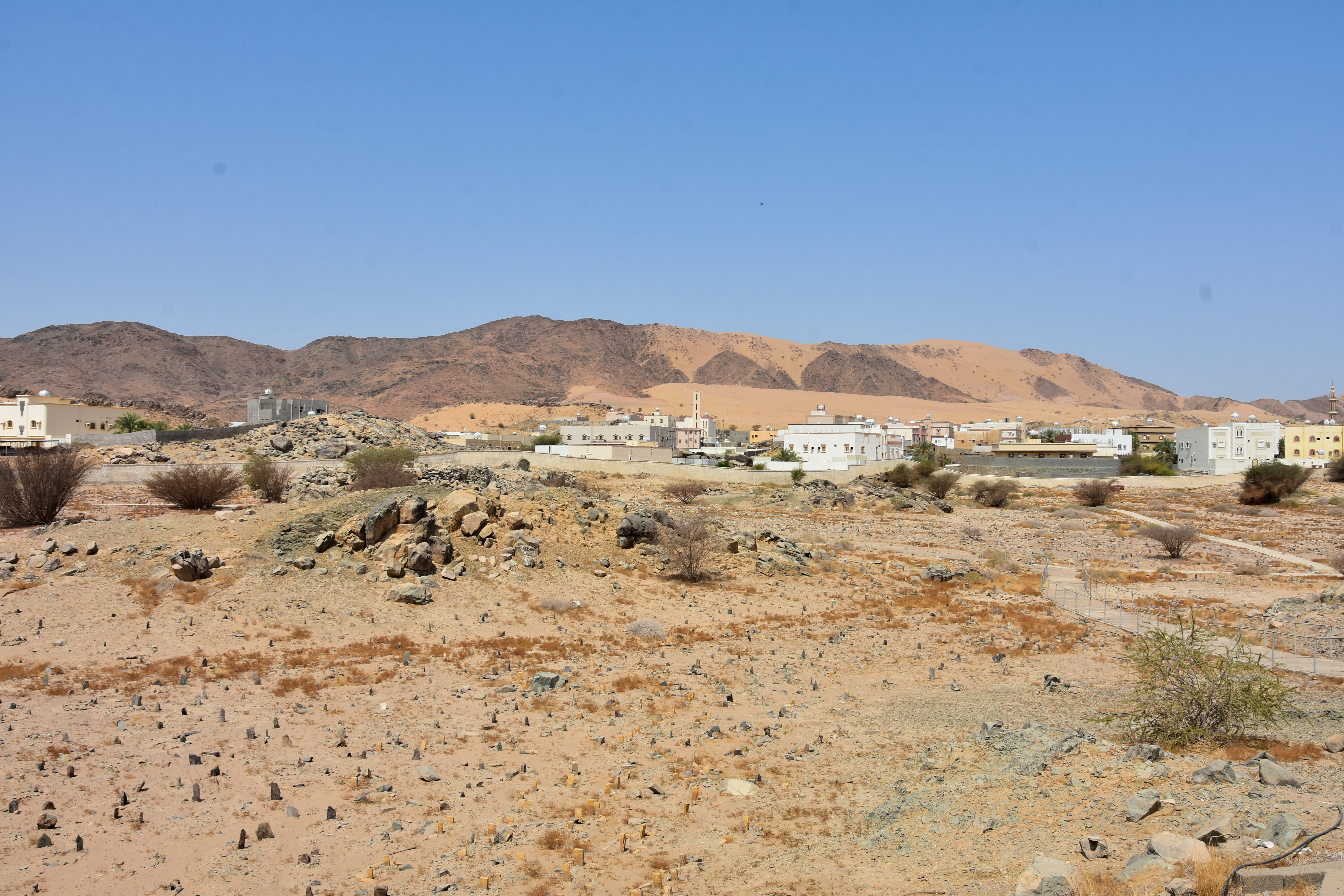
ساحة المعركة ومقبرة المسلمين في بدر

في 13 مارس 624 (17 رمضان 2 هـ)، واجه محمد المكيين في أول معركة ضارية، معركة بدر .  اتخذ المسلمون موقفا دفاعيا. بدأت المعركة بمبارزة بين ثلاثة أبطال مسلمين وثلاثة أبطال من مكة، والتي حسمها المسلمون لصالحهم. وبعد ذلك تبادل الجيشان إطلاق السهام، قبل أن يشتبكا في النهاية.    انهار جيش مكة في النهاية بعد وقت قصير من إسقاط جواد عمرو،  مما أدى إلى أول انتصار إسلامي كبير.  لا ينبغي أن يُعزى هذا النصر إلى التدخل الإلهي كما ورد في المصادر الإسلامية، بل كان له عدة أسباب تقليدية، مثل عجز أهل مكة عن استخدام سلاح الفرسان، والزعامة المشكوك فيها لأبي جهل،  افتقار أهل مكة إلى الوصول إلى المياه، وارتفاع الروح المعنوية للمسلمين.    وأسفرت المعركة عن مقتل 14 مسلمًا، بينما بلغ عدد ضحايا مكة نحو 70 شخصًا. تم القبض على عدد مماثل منهم وإما إعدامهم أو احتجازهم للحصول على فدية.    نجا عمرو بن هشام من المعركة، ولكن بجروح قاتلة. وجده أحد المحاربين المسلمين، فقطع رأسه وقدمه لمحمد. وقد لقي عدد أكبر من نبلاء قريش حتفهم في القتال، مما شكل ضربة قوية لقريش. 

## معركة أحد

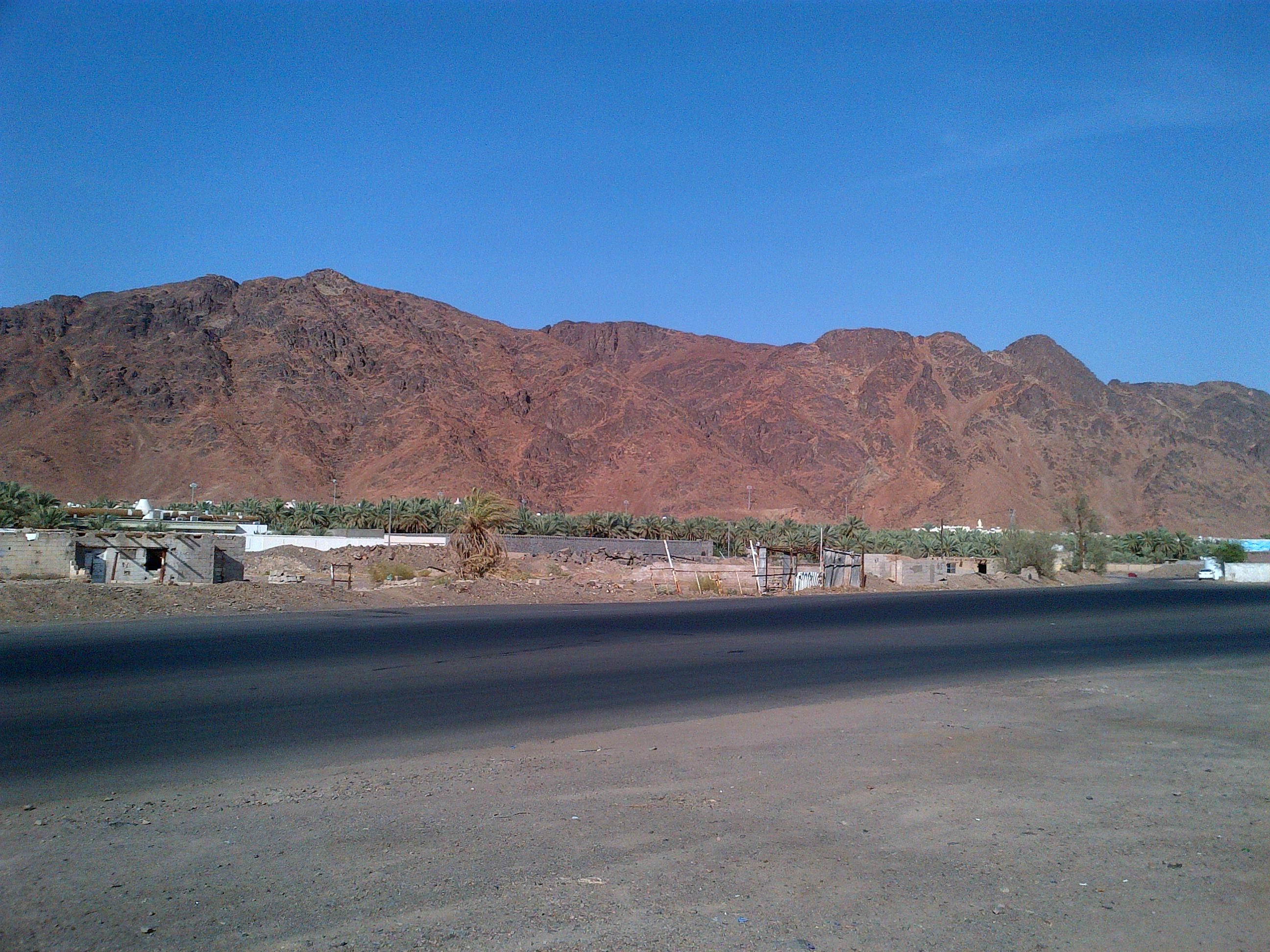
جبل أحد حيث وقعت غزوة أحد

بعد مقتل عمرو بن هشام وغيره من زعماء قريش في بدر، أراد أبو سفيان بن حرب ، زعيم قريش الآن، الانتقام لخسائر قريش في بدر. في مارس 625، قاد أبو سفيان جيشًا قوامه 3000 رجل -أي ما يقرب من ثلاثة أضعاف حجم جيش مكة في بدر- إلى المدينة المنورة. وعندما علم المسلمون بوجود المكيين، دعا محمد إلى عقد مجلس حرب . كان كبار المسلمين، ومنهم محمد، يريدون الاستفادة من تحصينات المدينة المنورة، في حين كان الشباب المسلمون يريدون قتال قريش في العلن. وفي النهاية وافق محمد على هذا الرأي. وانطلق المسلمون، الذين بلغ عددهم نحو ألف رجل، إلى جبل أحد في اليوم التالي. قبل وقت قصير من وصول المسلمين إلى ساحة المعركة، عاد 300 رجل من جيشهم بقيادة عبد الله بن أبي إلى المدينة المنورة، غير راضين عن قرار قتال المكيين في العراء. أرسل محمد خمسين من الرماة إلى تلة بالقرب من جبل أحد، والتي تسمى الآن جبل الرماة، وأمرهم بعدم مغادرة موقعهم الاستراتيجي الذي يحمي الجهة اليسرى للمسلمين. 

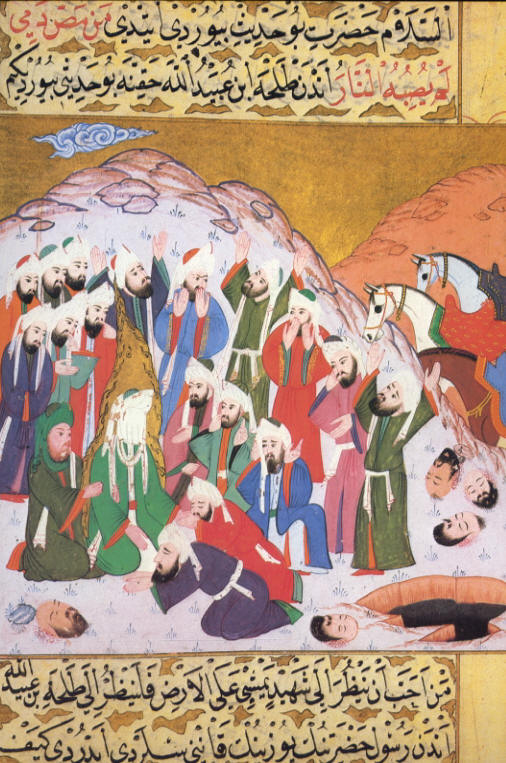
الرسول محمد مجروح في اثناء معركة احد والمسلمين معه

في البداية انتصر المسلمون على المكيين، ولما رأى ذلك نزل كثير من الرماة من مواقعهم على جبل الرماة. استغل خالد بن الوليد ، أحد أكثر محاربي قريش خبرة، هذا الضعف في صفوف المسلمين، وقام بمناورة وحداته حول جبل الرماة وتطويق المسلمين من الخلف. وقُتل عدد من المسلمين، وأصيب محمد في الهجوم الذي أعقب ذلك. وانسحب المسلمون من ساحة المعركة إلى سفوح جبل أحد، وقرر أبو سفيان العودة إلى مكة. 

## معركة الخندق

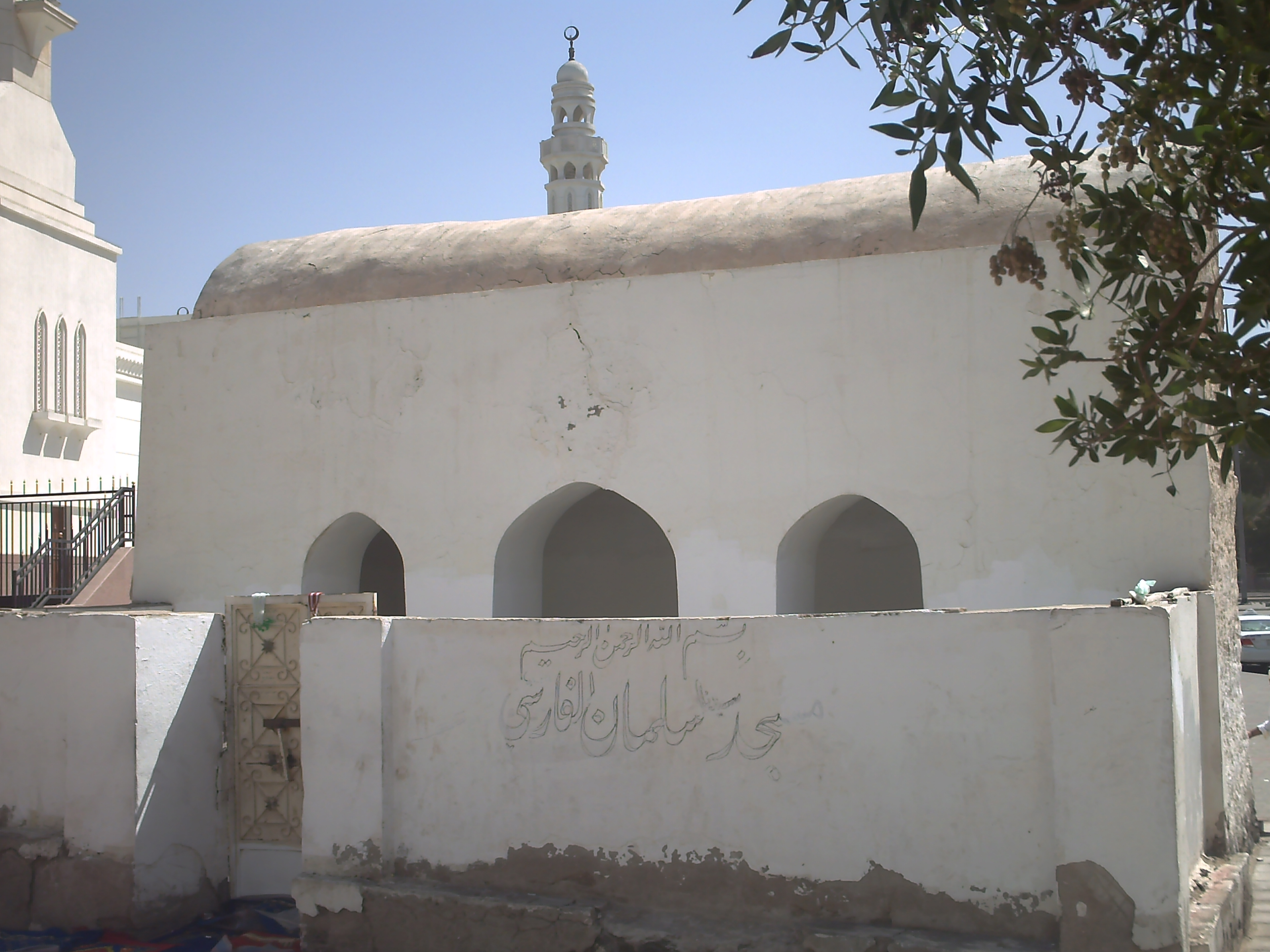
مسجد سلمان الفارسي بالقرب من موقع غزوة الخندق في المدينة المنورة

في أكتوبر 625، أعد محمد 300 رجل لمواجهة جيش قريش القوي البالغ عدده 1000 رجل في بدر للمرة الثانية. ولم يحدث قتال بين الجانبين. في أوائل عام 626، التقى زعماء قبيلة بني النضير اليهودية التي طُردت من المدينة المنورة في مايو 625 مع قريش في مكة وأقسموا الولاء لصفوان بن أمية . وعلى إثر هذا اللقاء حشد بنو النضير القبائل العربية في نجد ضد محمد، الذي بلغ عدد قواته مع جيش قريش عشرة آلاف رجل. يُعرف هذا التحالف باسم الكونفدراليات توجهوا إلى المدينة المنورة في ديسمبر 626.
وبعد أن حذرهم بنو خزاعة قبل أسبوع من وصول الأحزاب، حفر المسلمون خندقًا عميقًا لتجنب المواجهة المباشرة معهم على طول الجانب الشمالي من المدينة المنورة بناءً على اقتراح سلمان الفارسي . كما حصد المسلمون محاصيلهم مبكراً تحسباً لوصول التحالف بقيادة قريش. بدأ الحصار اللاحق للمدينة في يناير 627. حاول الحلفاء عقد صفقة مع بني قريظة ، آخر قبيلة يهودية متبقية في المدينة المنورة، لكن هذه المحاولات باءت بالفشل. إن تزايد انعدام الثقة المتبادل، وفقدان الروح المعنوية، ونقص الموارد، والفشل في التوصل إلى اتفاق مع بني قريظة أدى إلى انهيار التحالف. استمر الحصار عشرين ليلة. 

## السلام المؤقت والحج
وفقًا للعادات العربية التقليدية، كانت الأشهر الأربعة رجب ، وذو القعدة ، وذو الحجة ، ومحرم تعتبر أشهرًا مقدسة تتوقف فيها الأعمال العدائية القبلية، ويتمكن الجميع من زيارة مكة. في أوائل عام 628، في ذي القعدة 6 هـ، ارتدى محمد الإحرام وقاد فرقة من المسلمين والإبل للتضحية نحو مكة بنية أداء العمرة .   وفقًا للمؤرخ المبكر ابن إسحاق ، أخذ محمد 700 رجل. وفقًا لوات، أخذ محمد 1400 إلى 1600 رجل. لم يقبل المكيون مزاعم المسلمين بالنية السلمية وأرسلوا فرقة مسلحة ضدهم. تهرب المسلمون منهم من خلال اتخاذ طريق غير تقليدي عبر التلال المحيطة بمكة، ثم خيموا في الحديبية خارج مكة. يصف ابن إسحاق فترة متوترة من السفارات والسفارات المضادة، بما في ذلك غزوة جريئة للخليفة المستقبلي، عثمان بن عفان ، إلى مدينة مكة، حيث تم احتجازه مؤقتًا كرهينة. أخبر أهل مكة المسلمين بمقتل عثمان وباتت الحرب المفتوحة وشيكة. وبعد أن تبين أن عثمان لا يزال على قيد الحياة، أبدى أهل مكة استعدادهم للتفاوض على هدنة. أرادت بعض العناصر المواجهة، لكن محمدًا صمد من أجل حل سلمي. وقد نصت معاهدة الحديبية على التزام كلا الجانبين وحلفائهما بهدنة مدتها عشر سنوات. وكان من المقرر أن يُسمح للمسلمين بالعودة في العام التالي لأداء فريضة الحج.  وفي العام التالي، في ذي القعدة سنة 7 هـ، عاد محمد لأداء العمرة مع ألفي رجل وبعض النساء والأطفال.  أدى المسلمون فريضة الحج وسيوفهم مغمدة، وتراقبهم قريش من أعلى جبل قعيقان .

## فتح مكة

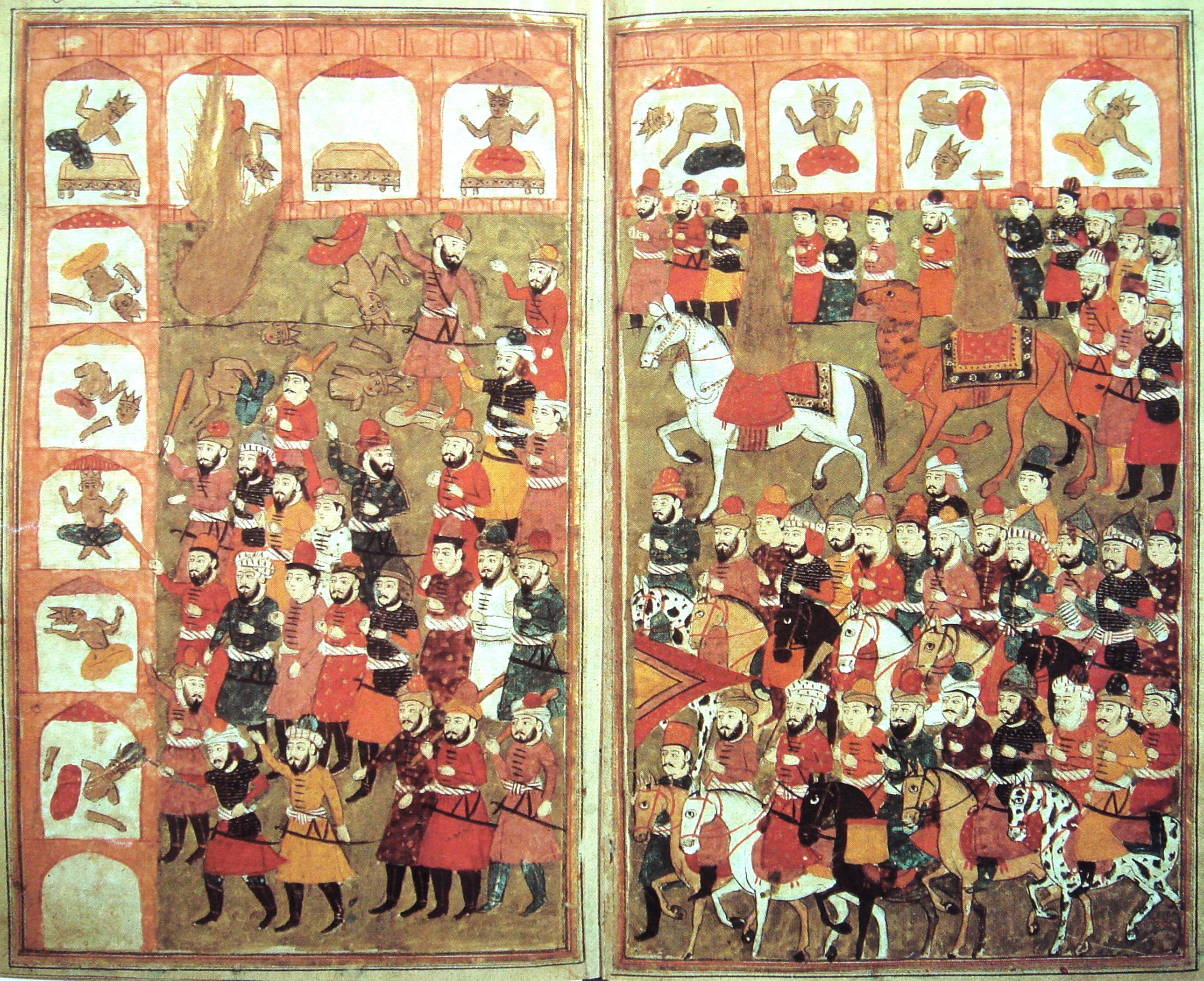
مخطوطة من أوائل القرن التاسع عشر تظهر الجيش الإسلامي وهو يزحف إلى مكة ثم تحطيم أصنامه بعد ذلك.

كانت معاهدة الحديبية ثنائية، وسمحت لأي قبيلة ترغب في الانضمام إلى أي من الجانبين أن تفعل ذلك. وأصبح بنو بكر حلفاء قريش ، بينما أصبح بنو خزاعة حلفاء المسلمين. وفي أواخر عام 629م، في شعبان 8 هـ، هاجم بنو بكر بني خزاعة بمساعدة قريش. وسافر أبو سفيان بن حرب إلى المدينة المنورة للتفاوض على تجديد المعاهدة، إلا أن محاولاته باءت بالفشل. وفي شهر رمضان الإسلامي التالي، قاد محمد سراً قوة إسلامية قوامها 10 آلاف رجل وتوجه إلى مكة. وخيموا خارج مكة وبدأت الجولة المعتادة من المبعوثين والمفاوضات. وقد تفاوض أبو سفيان، آنذاك أو قبل ذلك، على وعد بأنه لن يتم مهاجمته هو ومن هم تحت حمايته إذا استسلموا سلمياً. واستعد عدد من بني مخزوم للمقاومة.

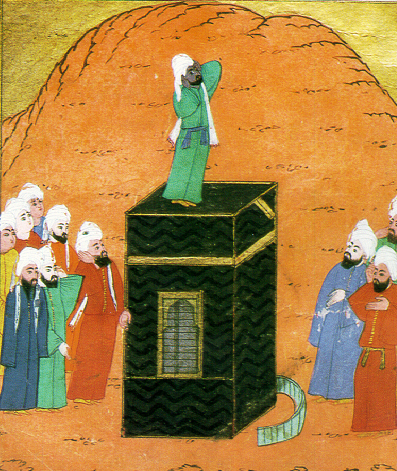
بلال ياذن بعد فتح مكة

في ديسمبر 629 أو يناير 630، نظم محمد قواته في فرق مختلفة وأمرها بدخول مكة من اتجاهات مختلفة. ولم تلق المقاومة إلا فرقة خالد بن الوليد ، وقُتل عدد قليل من المكيين. واستسلم باقي أهل مكة لمحمد. وقد نجا بعض أهل مكة، حتى أولئك الذين اشتهروا بمعارضتهم للإسلام. تم تدمير جميع أصنام الآلهة العربية قبل الإسلام في الكعبة وما حولها.  ومع ذلك، وفقًا لإحدى التقاليد الشيعية، فقد أمر بعدم تدمير صورة العذراء مريم والطفل يسوع التي كانت في الكعبة. 